# روبرتو لانگ

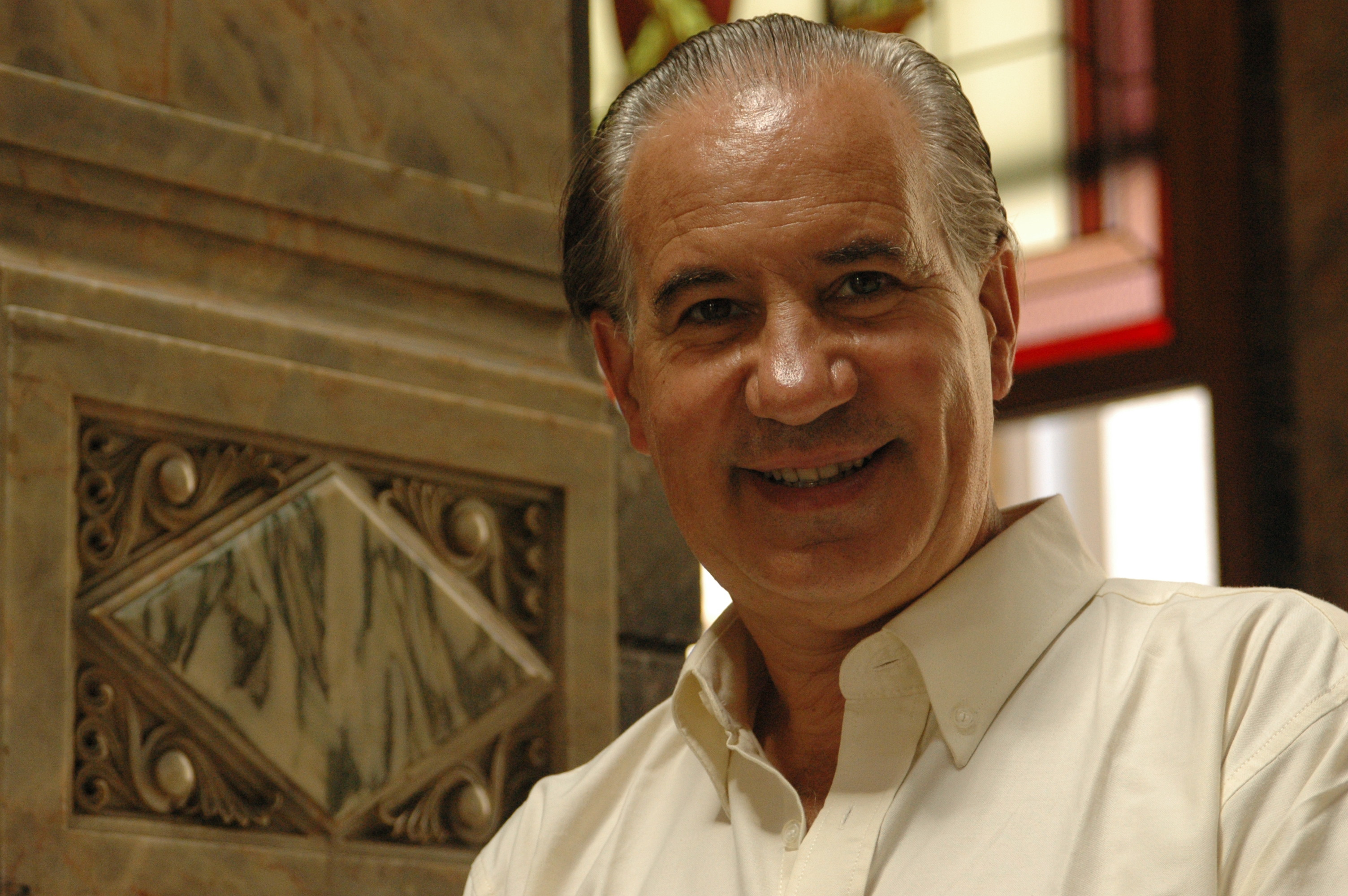
روبرتو لانگ در سال 2008

روبرتو لانگ (انگلیسی: Ruperto Long) سیاستمدار، نویسنده و مهندس اهل اروگوئه است.